# Jean-Jacques De Gucht
Pour les articles homonymes, voir De Gucht.
Jean-Jacques De Gucht, né le 9 décembre 1983 à Munich, est un homme politique belge flamand, membre d'OpenVLD. 

## Biographie
Jean-Jacques De Gucht, né le 9 décembre 1983 à Munich, est le fils de Karel De Gucht, ministre des Affaires étrangères et commissaire européen au commerce, et de Mireille Schreurs, juge de police à  Alost. Il est le frère de Frédéric De Gucht, ingénieur commercial, dirigeant d'entreprise et homme politique bruxellois.
Il est licencié de l'université libre néerlandophone de Bruxelles (VUB).

## Fonctions politiques
Il est sénateur du 10 juin 2007 au 6 juin 2009. En juin 2009, il est élu député au Parlement flamand, puis il est sénateur de communauté de 2009 à 2010 et de 2013 à 2014. Réélu au Parlement flamand lors des élections régionales de 2014, il est ensuite désigné comme sénateur.